# 3389 Sinzot
3389 Sinzot (1984 DU) là một tiểu hành tinh vành đai chính được phát hiện ngày 25 tháng 2 năm 1984 bởi H. Debehogne ở La Silla.